# Lena Struwe
Lena Struwe ( 1971 ) es una botánica estadounidense. Es Profesora Asistente, y curadora del Departamento de Ecología, Evolución y Recursos Naturales, Universidad Rutgers.
En 1999, obtuvo el Ph.D. por la Universidad de Estocolmo.
Realiza investigaciones en la familia Gentianaceae en evolución molecular, desarrollo floral, y biogeografía. Publica habitualmente en Anales del Jardín Botánico de Misuri.

## Algunas publicaciones
- sasha w. Eisenman, david e. Zaurov, lena Struwe. 2012. Medicinal Plants of Central Asia: Uzbekistan and Kyrgyzstan: Uzbekistan and Kyrgyzstan, Springer, 2012. ISBN 978-1-4614-3912-7 Google Libros, pp. 253 Vaccaria hispanica

- katherine g. Mathews, niall Dunne, emily York, lena Struwe. 2009. A phylogenetic analysis and taxonomic revision of Bartonia (Gentianaceae): Gentianeae), based on molecular and morphological evidence.. En Systematic Botany 34 (1): 162-172

- lena Struwe. 2009. Field identification of the 50 most common plant families in temperate regions (including agricultural, horticultural, and wild species). Rutgers Univ. New Brunswick, NJ, USA en línea

- ---------------, victor a. AlbertSoltis. 2002. Gentianaceae: Systematics and Natural History, Cambridge University Press, 2002. ISBN 9780521809993 Google-Books online. Lena Struwe: Anthocleista, pp. 195-196

### Libros
- lena Struwe, victor a. Albert, brigitta Bremer. 1994. Cladistics and Family Level Classification of the Gentianales. Reimpreso por Academic Press, 206 pp.

## Honores
Miembro de
- Sociedad Estadounidense de Taxónomos Vegetales

- La abreviatura «Struwe» se emplea para indicar a Lena Struwe como autoridad en la descripción y clasificación científica de los vegetales.[3]